# US5/Diskografie
Diese Diskografie ist eine Übersicht über die musikalischen Werke der multinationalen (Deutschland, USA und Großbritannien) Boygroup US5. Den Quellenangaben verkaufte sie bisher mehr als zwölf Millionen Tonträger. Ihre erfolgreichste Veröffentlichung ist die Single Maria mit über 650.000 verkauften Einheiten.

## Alben

### Studioalben
| Jahr | Titel Musiklabel                                 | Höchstplatzierung, Gesamtwochen, AuszeichnungChartplatzierungen (Jahr, Titel, Musiklabel, Platzierungen, Wochen, Auszeichnungen, Anmerkungen) | Höchstplatzierung, Gesamtwochen, AuszeichnungChartplatzierungen (Jahr, Titel, Musiklabel, Platzierungen, Wochen, Auszeichnungen, Anmerkungen) | Höchstplatzierung, Gesamtwochen, AuszeichnungChartplatzierungen (Jahr, Titel, Musiklabel, Platzierungen, Wochen, Auszeichnungen, Anmerkungen) | Höchstplatzierung, Gesamtwochen, AuszeichnungChartplatzierungen (Jahr, Titel, Musiklabel, Platzierungen, Wochen, Auszeichnungen, Anmerkungen) | Höchstplatzierung, Gesamtwochen, AuszeichnungChartplatzierungen (Jahr, Titel, Musiklabel, Platzierungen, Wochen, Auszeichnungen, Anmerkungen) | Anmerkungen                                                 |
| Jahr | Titel Musiklabel                                 | DE | AT | CH | UK | US | Anmerkungen                                                 |
| ---- | ------------------------------------------------ | --- | --- | --- | --- | --- | ----------------------------------------------------------- |
| 2005 | Here We Go Global Records • Triple M Music (UMG) | DE5 ×3Dreifachgold · (43 Wo.)DE | AT7 Gold · (21 Wo.)AT | CH23 (21 Wo.)CH | — | — | Erstveröffentlichung: 18. November 2005 Verkäufe: + 325.000 |
| 2006 | In Control Triple M Music (UMG)                  | DE6 (10 Wo.)DE | AT7 (5 Wo.)AT | CH44 (4 Wo.)CH | — | — | Erstveröffentlichung: 24. November 2006 Verkäufe: + 10.000  |
| 2008 | Around the World Triple M Music (UMG)            | DE38 (1 Wo.)DE | AT62 (1 Wo.)AT | — | — | — | Erstveröffentlichung: 14. November 2008                     |
| 2010 | Back Again Triple M Music (UMG)                  | — | — | — | — | — | Erstveröffentlichung: 1. Juni 2010                          |

## Singles
| Jahr | Titel Album                                         | Höchstplatzierung, Gesamtwochen, AuszeichnungChartplatzierungen (Jahr, Titel, Album, Platzierungen, Wochen, Auszeichnungen, Anmerkungen) | Höchstplatzierung, Gesamtwochen, AuszeichnungChartplatzierungen (Jahr, Titel, Album, Platzierungen, Wochen, Auszeichnungen, Anmerkungen) | Höchstplatzierung, Gesamtwochen, AuszeichnungChartplatzierungen (Jahr, Titel, Album, Platzierungen, Wochen, Auszeichnungen, Anmerkungen) | Höchstplatzierung, Gesamtwochen, AuszeichnungChartplatzierungen (Jahr, Titel, Album, Platzierungen, Wochen, Auszeichnungen, Anmerkungen) | Höchstplatzierung, Gesamtwochen, AuszeichnungChartplatzierungen (Jahr, Titel, Album, Platzierungen, Wochen, Auszeichnungen, Anmerkungen) | Anmerkungen                                                                                    |
| Jahr | Titel Album                                         | DE | AT | CH | UK | US | Anmerkungen                                                                                    |
| ---- | --------------------------------------------------- | --- | --- | --- | --- | --- | ---------------------------------------------------------------------------------------------- |
| 2005 | Maria Here We Go                                    | DE1 Gold · (22 Wo.)DE | AT4 (28 Wo.)AT | CH8 (22 Wo.)CH | UK38 (2 Wo.)UK | US— GoldUS | Erstveröffentlichung: 26. Juni 2005 Verkäufe: + 650.000                                        |
| 2005 | Just Because of You Here We Go                      | DE3 (17 Wo.)DE | AT3 (18 Wo.)AT | CH8 (17 Wo.)CH | — | — | Erstveröffentlichung: 14. Oktober 2005                                                         |
| 2006 | Come Back to Me Baby Here We Go (New-Edition)       | DE3 (12 Wo.)DE | AT4 (13 Wo.)AT | CH4 (13 Wo.)CH | — | — | Erstveröffentlichung: 10. Februar 2006                                                         |
| 2006 | Mama Here We Go (New-Edition)                       | DE4 (9 Wo.)DE | AT6 (8 Wo.)AT | CH18 (9 Wo.)CH | — | — | Erstveröffentlichung: 5. Mai 2006                                                              |
| 2006 | In the Club In Control                              | DE2 (13 Wo.)DE | AT2 (11 Wo.)AT | CH15 (9 Wo.)CH | — | — | Erstveröffentlichung: 20. Oktober 2006                                                         |
| 2007 | One Night with You In Control: Reloaded             | DE2 (9 Wo.)DE | AT8 (6 Wo.)AT | CH38 (4 Wo.)CH | — | — | Erstveröffentlichung: 12. Januar 2007                                                          |
| 2007 | Rhythm of Life (Shake It Down) In Control: Reloaded | DE4 (10 Wo.)DE | AT6 (13 Wo.)AT | CH25 (4 Wo.)CH | — | — | Erstveröffentlichung: 15. Juni 2007                                                            |
| 2007 | Too Much Heaven In Control: Reloaded                | DE7 (9 Wo.)DE | AT26 (5 Wo.)AT | — | — | — | Erstveröffentlichung: 30. November 2007 feat. Robin Gibb; Original: Bee Gees – Too Much Heaven |
| 2008 | Round and Round Around the World                    | DE7 (9 Wo.)DE | AT17 (4 Wo.)AT | CH72 (3 Wo.)CH | — | — | Erstveröffentlichung: 9. Mai 2008                                                              |
| 2008 | The Boys Are Back Around the World                  | DE14 (9 Wo.)DE | AT29 (6 Wo.)AT | — | — | — | Erstveröffentlichung: 17. Oktober 2008                                                         |

## Videoalben und Musikvideos

### Videoalben
| Jahr | Titel                                                      | Höchstplatzierung, Gesamtwochen, AuszeichnungChartplatzierungen (Jahr, Titel, Platzierungen, Wochen, Auszeichnungen, Anmerkungen) | Höchstplatzierung, Gesamtwochen, AuszeichnungChartplatzierungen (Jahr, Titel, Platzierungen, Wochen, Auszeichnungen, Anmerkungen) | Höchstplatzierung, Gesamtwochen, AuszeichnungChartplatzierungen (Jahr, Titel, Platzierungen, Wochen, Auszeichnungen, Anmerkungen) | Höchstplatzierung, Gesamtwochen, AuszeichnungChartplatzierungen (Jahr, Titel, Platzierungen, Wochen, Auszeichnungen, Anmerkungen) | Höchstplatzierung, Gesamtwochen, AuszeichnungChartplatzierungen (Jahr, Titel, Platzierungen, Wochen, Auszeichnungen, Anmerkungen) | Anmerkungen                                                                    |
| Jahr | Titel                                                      | DE | AT | CH | UK | US | Anmerkungen                                                                    |
| ---- | ---------------------------------------------------------- | --- | --- | --- | --- | --- | ------------------------------------------------------------------------------ |
| 2005 | US5 – The History Triple M Music (UMG)                     | DE40 a Gold · (9 Wo.)DE | AT6 (5 Wo.)AT | — | — | — | Erstveröffentlichung: 2. Dezember 2005 Verkäufe: + 25.000                      |
| 2006 | Here We Go – Live & Private Triple M Music (UMG)           | DE* PlatinDE | AT1 (9 Wo.)AT | CH*CH | — | — | Erstveröffentlichung: 31. März 2006 Verkäufe: + 50.000; * siehe Here We Go     |
| 2006 | Live in Concert: Here We Go Tour 2006 Triple M Music (UMG) | DE2 b ×3Dreifachgold · (7 Wo.)DE                                                                                                  | AT2 (3 Wo.)AT | CH*CH | — | — | Erstveröffentlichung: 8. September 2006 Verkäufe: + 75.000; * siehe Here We Go |
| 2008 | US5 on Holiday Triple M Music (UMG)                        | DE29 a (1 Wo.)DE | AT7 (1 Wo.)AT | CH10 (1 Wo.)CH | — | — | Erstveröffentlichung: 30. Mai 2008                                             |

### Musikvideos
| Jahr | Titel                          | Regisseur(e)   |
| ---- | ------------------------------ | -------------- |
| 2005 | Maria                          | Oliver Sommer  |
| 2005 | Just Because of You            | Oliver Sommer  |
| 2006 | Come Back to Me Baby           | Oliver Sommer  |
| 2006 | Mama                           | Oliver Sommer  |
| 2006 | In the Club                    | Michael Khan   |
| 2006 | 365 Days                       |                |
| 2007 | One Night with You             | Joern Heitmann |
| 2007 | Rhythm of Life (Shake It Down) | Oliver Sommer  |
| 2007 | Too Much Heaven                | Oliver Sommer  |
| 2008 | Round and Round                | Oliver Sommer  |
| 2008 | The Boys Are Back              | Oliver Sommer  |

## Sonderveröffentlichungen

### Lieder
| Jahr | Titel Album                                       | Anmerkungen                                              |
| ---- | ------------------------------------------------- | -------------------------------------------------------- |
| 2006 | Club Tropicana Come Together – A Tribute to BRAVO | Erstveröffentlichung: 29. September 2006 Original: Wham! |

| Jahr | Titel Soundtrack zu                                  | Anmerkungen                            |
| ---- | ---------------------------------------------------- | -------------------------------------- |
| 2008 | The Boys Are Back High School Musical 3: Senior Year | Erstveröffentlichung: 24. Oktober 2008 |

### Videoalben
| Jahr | Titel Musiklabel                                                          | Anmerkungen |
| ---- | ------------------------------------------------------------------------- | --- |
| 2006 | Here We Go (Limited-Deluxe-Edition) Global Records • Triple M Music (UMG) | Erstveröffentlichung: 17. März 2006 erweiterte Fassung mit Bonus-DVD Verkäufe werden dem Original hinzuaddiert     |
| 2006 | Live in Concert Triple M Music (UMG)                                      | Erstveröffentlichung: 30. August 2006 Beilage in der Zeitschrift Yam! 36/2006; Auflage: 400.000                    |
| 2006 | In Control (Deluxe Edition) Triple M Music (UMG)                          | Erstveröffentlichung: 24. November 2006 erweiterte Fassung mit Bonus-DVD Verkäufe werden dem Original hinzuaddiert |
| 2007 | Too Much Heaven Triple M Music (UMG)                                      | Erstveröffentlichung: 30. November 2007 DVD-Single; Verkäufe werden dem Original hinzuaddiert                      |
| 2007 | In Control: Reloaded Triple M Music (UMG)                                 | Erstveröffentlichung: 14. Dezember 2007 erweiterte Fassung mit Bonus-DVD Verkäufe werden dem Original hinzuaddiert |
| 2008 | Around the World (Deluxe Edition) Triple M Music (UMG)                    | Erstveröffentlichung: 14. November 2008 erweiterte Fassung mit Bonus-DVD Verkäufe werden dem Original hinzuaddiert |

## Statistik

### Chartauswertung
Die folgenden Statistiken bieten einen Überblick über die Charterfolge von US5 in den Album-, Musik-DVD- und Singlecharts. Zu beachten ist, dass sich Videoalben in Deutschland auch in den Albumcharts platzieren, lediglich für Live in Concert: Here We Go Tour 2006 liegen Informationen aus den Musik-DVD-Charts vor. Die anderen Videoalben platzierten sich in den Albumcharts. Aus allen anderen Ländern stammen die Chartinformationen der Videoalben aus den eigenständigen Musik-DVD-Charts.
|                     | DE    | AT    | CH    | UK    | US    |
| ------------------- | ----- | ----- | ----- | ----- | ----- |
| Nummer-eins-Alben   | DE—DE | AT—AT | CH—CH | UK—UK | US—US |
| Top-10-Alben        | DE2DE | AT2AT | CH—CH | UK—UK | US—US |
| Alben in den Charts | DE5DE | AT3AT | CH2CH | UK—UK | US—US |

|                       | DE     | AT     | CH    | UK    | US    |
| --------------------- | ------ | ------ | ----- | ----- | ----- |
| Nummer-eins-Singles   | DE1DE  | AT—AT  | CH—CH | UK—UK | US—US |
| Top-10-Singles        | DE9DE  | AT7AT  | CH3CH | UK—UK | US—US |
| Singles in den Charts | DE10DE | AT10AT | CH8CH | UK1UK | US—US |

|                          | DE    | AT    | CH    | UK    | US    |
| ------------------------ | ----- | ----- | ----- | ----- | ----- |
| Nummer-eins-Videoalben   | DE—DE | AT1AT | CH—CH | UK—UK | US—US |
| Top-10-Videoalben        | DE1DE | AT4AT | CH1CH | UK—UK | US—US |
| Videoalben in den Charts | DE1DE | AT4AT | CH1CH | UK—UK | US—US |

### Auszeichnungen für Musikverkäufe
| Goldene Schallplatte - Polen - 2007: für das Album Here We Go - 2007: für das Album In Control |

Anmerkung: Auszeichnungen in Ländern aus den Charttabellen bzw. Chartboxen sind in ebendiesen zu finden.
| Land/RegionAuszeichnungen für Musikverkäufe (Land/Region, Auszeichnungen, Verkäufe, Quellen) | Gold     | Platin     | Verkäufe | Quellen                           |
| -------------------------------------------------------------------------------------------- | -------- | ---------- | -------- | --------------------------------- |
| Deutschland (BVMI)                                                                           | 4× Gold4 | 3× Platin3 | 600.000  | musikindustrie.de Mediabiz: #1 #2 |
| Österreich (IFPI)                                                                            | Gold1    | —          | 15.000   | ifpi.at                           |
| Polen (ZPAV)                                                                                 | 2× Gold2 | —          | 20.000   | olis.pl                           |
| Vereinigte Staaten (RIAA)                                                                    | Gold1    | —          | 500.000  | riaa.com                          |
| Insgesamt                                                                                    | 8× Gold8 | 3× Platin3 |          |                                   |